# Галімзянов Флюр Галімзянович
Флюр Галімзянович Галімзянов (1 лютого 1932, дер. Ілікеєво, Балтачевський район, Башкирська АРСР, РРФСР — 28 січня 2010, Уфа, Башкортостан, Росія) — провідний інженер Уфимського моторобудівного виробничого об'єднання, Герой Соціалістичної Праці.

## Біографія
В 1949 році почав трудову діяльність колгоспником колгоспу «Учкун».
Після чотирьох років служби в лавах Радянської армії всю свою трудову діяльність присвятив розвитку машинобудівної галузі.
У 1955 році закінчив Уфимський авіаційний інститут, з того ж року — інженер-конструктор, потім — старший майстер, заступник начальника цеху, провідний інженер «УМПО».
У 1996 році вийшов на пенсію.

## Нагороди та звання
Удостоєний звання Героя Соціалістичної Праці (1971), нагороджений багатьма медалями, Почесними грамотами Республіки Башкортостан, йому присвоєно звання «Почесний моторобудівник».